# 約束の海
『約束の海』（やくそくのうみ）は、山崎豊子の小説。同著者の最晩年の作品であり、2013年8月29日号から2014年1月16日号まで、『週刊新潮』にて連載された。全3部を予定していたが、第1部の第6回が掲載されたのち、2013年9月29日に山崎が死去したため、未完の絶筆となった。
山崎は第1部全20回分の原稿を書きあげており、連載は第1部最終回まで続行された。
単行本は2014年2月20日に新潮社から発売された。巻末には、原稿用紙6枚にのぼる構想メモを元に編集部が注釈を付けてまとめあげた、残り2部の粗筋が21ページに亘り「あとがき」として掲載されている。

## 概要
山崎豊子の最後の小説であり、遺作である。本小説は旧海軍士官の父と海上自衛隊員の息子を主人公に、戦争と平和を問う大河小説である。同著者の小説の中では1989年と最も年代が新しく、唯一平成時代を背景とした作品であり（同時代を扱ったものとしては最初で最後であった）、更に、前述の通り執筆中に逝去したため、著者の全作品の中で唯一、未完成のままとなった作品でもある。海上自衛隊潜水艦と遊漁船が衝突し、遊漁船が沈没した海難事故「なだしお事件」を想起させる内容である（但し、本小説では同事件とは年代が1年ほどずらした設定となっているなど、相違点が存在する）。
2013年11月19日NHK総合で放送されたクローズアップ現代「小説に命を刻んだ~山崎豊子　最期の日々」によると、当時病魔で取材が出来ない山崎は、取材リストを編集スタッフに依頼し、その様子を撮影させ、取材記録はDVD200枚になった。取材資料にはアメリカ国立公文書館の秘密文書の酒巻和男の和歌「櫻花散るべき時に知らしめよ枝葉に濡るる今日の悲しみ」を知り、この和歌を本編にそのまま記載した。週刊新潮8月15日〜22日号『「わが思い」を語る』で「戦争を2度と起こしてはいけないと言う気持ちのもと、この人物（特殊潜航艇乗組員の酒巻和男）に行き着きましたが、彼だけの話では昔話に成りかねません。テーマが戦争と平和で、なお現在の日本にも通じるものとなると。はたと行き詰まり長い間悩み続けました、一言一句を確かめながら暗中模索の日々です」と語り、現在に通じるものとして登場人物の息子を海上自衛官にした。
山崎が残した構想メモによると、残り2部は
- 第2部「ハワイ編」：主人公がハワイに派遣され、父の過去へとさかのぼる
- 第3部「千年の海編（仮題）」：再び現代へ戻り、東シナ海を舞台にしてクライマックスを迎える

予定だった。
小説の内容からして、山崎豊子版『戦争と平和』とも言われる。
なお山崎の秘書を務めた女性は、体調が悪くなった山崎は取材ができなくなり、それなくして執筆することは絶対にないことから本作は未完ではなく完結としている。

### モデル
本小説に登場する主人公の父、花巻和成は日本人捕虜第一号の酒巻和男がモデルとされている（モデルとなった人物は『二つの祖国』にも少しだけ登場し、捕虜の身ながら一人だけ武器を使わない戦争をしていた人物であると連載前に山崎が語っている）。また、潜水艦「くにしお」もゆうしお型潜水艦である「なだしお」、衝突事件に登場した遊漁船「第一大和丸」は「第一富士丸」、「くにしお」の筧勇次艦長は山下啓介、「第一大和丸」の安藤茂船長は近藤万治、川原防衛庁長官は瓦力、西山事務次官は西広整輝がモデルとされている。

## あらすじ
冷戦終結を迎えつつ有る1989年、元海軍軍人である父を持つ海上自衛隊の若き士官である花巻朔太郎二尉は、潜水艦「くにしお」乗務員として日本近海の警戒監視訓練をしていた。

## 登場人物

### 「くにしお」乗員
花巻朔太郎
主人公。潜水艦「くにしお」の船務士で階級は二等海尉。28歳。愛知県豊田市出身。豊田第一高等学校卒業。幼い頃から川や海に親しみ、高校時代はボート部に所属、インターハイを目指した。1984年、防衛大学を卒業し海上自衛隊幹部候補生学校入校。卒業と同時に三等海尉に昇進。アダ名は「ミスターくにしお」。
筧勇次
艦長（二佐）。41歳。防衛大学校卒のエリート。理論派であり常に最新情報の収集を欠かさない性格。
佐川茂
副長（三佐）。36歳。商船大学を経て海上自衛隊幹部候補生学校を卒業。
小野田幹生
機関長（三佐）。34歳。
五島正義
船務長（一尉）。花巻の直属の上司。関西の私大を中退して海上自衛隊入隊。部内選抜で幹部候補生学校に入学、ハンモックナンバー一番で卒業。
長門剛
機関士（二尉）。五井商船の船長の娘と婚約。
中筋
水雷長。
犬丸
二曹。29歳。中学を卒業後海上自衛隊少年術科学校に入隊、潜水艦部隊に配属され10年が経つ。
貝塚
水測員長（一曹）。高校卒業後海上自衛隊に入隊、ソーナー一筋で経験豊富。
山本武男
操舵員。北海道富良野市出身。民間航空機パイロットを目指し海上自衛隊入隊。しかし潜水艦の魅力に惹かれ「くにしお」乗員となる。

### その他海自関係者
原田正
「くにしお」とは別の艦の船務士（一尉）。面倒見のいい先輩。両親は小学校教師で日教組組合員の反対を押し切り、最終的に勘当当然で防大入校。既婚であり、妻のまき子と息子の聡の3人家族である。現在、家族3人共に海上自衛隊鳥ヶ崎官舎で暮らしている。
北健吾
花巻の同期生だったが防大4年で退学。実家の徳島へ帰り父親の会社に就職し、その後は二橋大学へ入学するも2年で再び退学。情熱を捧げられる場所を求め続けている。

### 花巻朔太郎の家族
花巻和成
花巻朔太郎の父。徳島県出身。1918年（大正7年）生まれ（1989年で71歳になったことから）。豊田市の自動車メーカー勤務。かねてから「ブラジル・アイチ自動車」社長就任を要請されている。元海軍兵学校出身。海軍少尉として真珠湾攻撃に参加し捕虜になった過去がある。
花巻朔太郎の母
和成の妻。1947年（昭和22年）にお見合い結婚をした。
花巻潔志
朔太郎の兄。38歳。名前の由来は父、和成の同乗でベローズ沖で死なせた稲尾二軍の名前「清司」である（音は同じだが、それに違う漢字で付けた）。銀行員。
花巻朔太郎の姉
既婚者。茨城県の酪農家に嫁いでいる。36歳。二児の母親。

### その他
小沢頼子
東洋フィルのフルート奏者。芸大卒業後西ベルリンへ留学。ツェラーの元で修行した。
サキ
花巻の行きつけの定食屋の娘。20歳。花巻に好意がある様子。

## 書誌情報
- 『約束の海』、新潮社、2014年2月。ISBN 4103228237
  - 巻末に「執筆にあたって」「『約束の海』、その後――」収録
- 『約束の海』、新潮文庫（解説野上孝子）、2016年8月。ISBN 4101104514
- 『山崎豊子全集［第二期］第4巻　約束の海』、新潮社、2014年12月。ISBN 4106445379
  - 上記二編に加え「パールハーバー（幻のシノプシス四話）」収録。エッセイ「最後の決断」弔辞「二つの教え――追悼・斎藤十一」同時収録
    - 〔付録〕「『約束の海』への五年間／矢代新一郎」「遺された「取材ノート」／週刊新潮編集部」「『約束の海』結末あった／西田朋子」「心血注いだ未完の大作／上野敦」「山崎版『戦争と平和』／小梛治宣」「略年譜」